# 明日香壽川
明日香 壽川（あすか じゅせん、旧姓は張 壽川、ちょう じゅせん、1959年10月 - ）は、環境科学者、経済学者であり、中国研究者である。現職は、東北大学東北アジア研究センター基礎研究部門中国研究分野教授。日本生まれの在日華僑。

## 人物
東京都目黒区立緑ヶ丘小学校、目黒区立第十一中学校、東京都立戸山高等学校を経て、東京大学農学部に進学。東京大学大学院工学系研究科先端学際工学専攻博士課程修了。農学修士（東京大学大学院農学系研究科農芸化学専攻修士課程修了）、MBA (INSEAD)、学術博士（東京大学）。
スイス実験外科医学研究所研究員、ファルマシアバイオシステムズ日本支社企画管理部経営企画課プロジェクト・マネージャー、電力中央研究所社会経済研究所研究員、京都大学経済研究所客員助教授（2002年4月-2003年3月）などを経て現職。環境経済・政策学会理事（2004年〜）、中国環境問題研究会代表（2004年〜）、（社）海外環境協力センター理事（2007年〜）、国際アジア共同体学会理事（2007年〜）、朝日新聞アジアネットワークフェローなども歴任した。

## 研究テーマ
中国の環境問題およびエネルギー問題、地球温暖化問題、国際環境協力、排出量取引制度、環境税等。現在の研究テーマは環境エネルギー問題の政治経済学。

## 受賞等
- 2006年 : 第32回山崎賞

## 著書・共著
- 明日香壽川、朴勝俊『脱「原発・温暖化』の経済学 中央経済社、2018年２月
- 明日香壽川『クライメート・ジャスティス　温暖化対策と国際交渉の政治・経済・哲学』日本評論社、2015年９月
- 明日香壽川, 河宮未知生, 高橋潔, 吉村純, 江守正多, 伊勢武史, 増田耕一, 野沢徹, 川村賢二, 山本政一郎『地球温暖化懐疑論批判』東京大学IR3S/TIGS叢書 No.1, 2009年
- 西條辰義, 新澤秀則, 明日香壽川, 平石尹彦, 戒能一成, 鮎川ゆりか, 本郷尚『地球温暖化の経済学』大阪大学出版会, 2009年11月, ISBN 978-4-87259-283-2
- 明日香壽川『地球温暖化　ほぼすべての質問に答えます！』岩波書店、2009年6月、ISBN 978-4-00-009460-3
- 明日香壽川, 片岡直樹, 大塚健司, 相川泰編著『中国環境ハンドブック2009-2010年版』蒼蒼社, 2009年, ISBN 978-4-88360-084-7
- 明日香壽川, 片岡直樹, 大塚健司, 相川泰編著『中国環境ハンドブック2007-2008年版』蒼蒼社, 2007年, ISBN 4883600696
- 『アジア環境白書』東洋経済新報社（中国パートなどを執筆）
- 『環境問題-从中日与較化合作的視点看』中国人民大学出版社（金松との共著）,1995年